# Robert Hopfelt
Robert Hopfelt (* 20. März 1870 in Hamburg; † 14. Oktober 1936 in Hamburg) war ein deutscher Ingenieur und Unternehmer.

## Leben
Geboren als Sohn des Hamburger Kaufmanns Georg Christian Hopfert und der Agnes geb. Radatz, besuchte Robert Hopfert das Realgymnasium in Wandsbek. Anschließend studierte er Ingenieurwissenschaften an der Technischen Hochschule Darmstadt und der Technischen Hochschule München. In Darmstadt wurde er Mitglied des Corps Rhenania. Nach dem Studium ging er zunächst für ein Jahr in die USA zu Westinghouse in Pittsburgh. Danach kehrte er nach Deutschland zurück und war drei Jahre bei den Union-Elektrizitätswerken in Berlin und zwei Jahre bei der Akkumulatoren-Fabrik AG in Hagen tätig. Anschließend betrieb er für zwölf Jahre ein eigenes Laboratorium in Berlin. Mit den dort gemachten Erfindungen gründete er in Hamburg die Metallisator GmbH. die er 1920 in eine Aktiengesellschaft umwandelte. Seitdem war er Direktor und Vorstandsmitglied der Gesellschaft, die sich auf die Herstellung von Spritzmetallüberzügen spezialisiert hatte. Unter anderem produzierte sie und vermarktete in Europa und Nordamerika Metallspritzeinheiten nach dem Verfahren von Max Ulrich Schoop, von dem sie die Rechte erworben hatte. Einer ihrer ersten amerikanischen Kunden war die Metals Coating Company of America in Philadelphia, die in den frühen 1930er Jahren die Aktienmehrheit an der Metallisator AG erwarb.
Hopfelt war verheiratet mit Margarete Dietrich. Sie hatten eine Tochter. Er war Mitglied des Vereins Deutscher Ingenieure.

## Schriften
- Electrode for arc-lamps, 1902 (US-Patent 700495 A)
- Electric resistance apparatus, 1902 (US-Patent 739181 A)
- Verfahren zur Herstellung von Spulen für elektrische Zwecke, 1905 (D.R.P. 176009)
- Process for removing oxygen from vessels, 1910 (US-Patent 975040 A)
- Die Organisation eines Fabrikbetriebes, 1911
- Aluminium-Schweißverfahren, 1922 (D.R.P. 397242)
- Method for preventing scorification of fire bars, grate surfaces, and the like, 1925 (US-Patent 1663944 A)